# Лотерея (фільм)
Лотерея (англ. Raffles) — американський пригодницько-історичний трилер режисера Джорджа Фіцморіса 1930 року. Фільм був номінований на премію «Оскар» за найкращий звук.

## Сюжет
Один зразковий британський джентльмен веде подвійне життя, більшу частину часу сумлінно працюючи і не менш сумлінно відпочиваючи, але іноді захоплюючись зухвалими викраденнями, за які газети прозвали його «Зломщик-любитель». Зустрівши свою любов він вирішує зав'язати зі своїми темними справами, але тут до нього приходить друг, який потрапив у біду, і наш джентльмен виявляється змушений піти на ще одне, останнє діло…

## У ролях
- Рональд Колман — А. Дж. Раффлес
- Кей Френсіс — Гвен
- Бремуелл Флетчер — Банні
- Френсіс Дейд — Етель Кровлі
- Девід Торренс — інспектор МакКензі
- Елісон Скіпуорт — леді Кітті Мелрос
- Фредерік Керр — лорд Гаррі Мелрос
- Джон Роджерс — Кроушоу
- Вілсон Бендж — Барраклу